# Bundesliga de 1990–91
A Primeira Divisão do Campeonato Alemão de Futebol da temporada 1990-1991, denominada oficialmente de Fußball-Bundesliga 1990-1991, foi a 28º edição da principal divisão do futebol alemão. O campeão foi o 1. FC Kaiserslautern que conquistou seu 3º título na história do Campeonato Alemão.

## Premiação
| 1. Fußball-Bundesliga 1990-1991          |
| Renânia-Palatinado                       |
| ---------------------------------------- |
| 1. FC KAISERSLAUTERN Campeão (3º título) |